# Maison-phare
Une maison-phare est une construction destinée à l'habitation des gardiens et de leur famille accolée ou surmontée d'un phare.

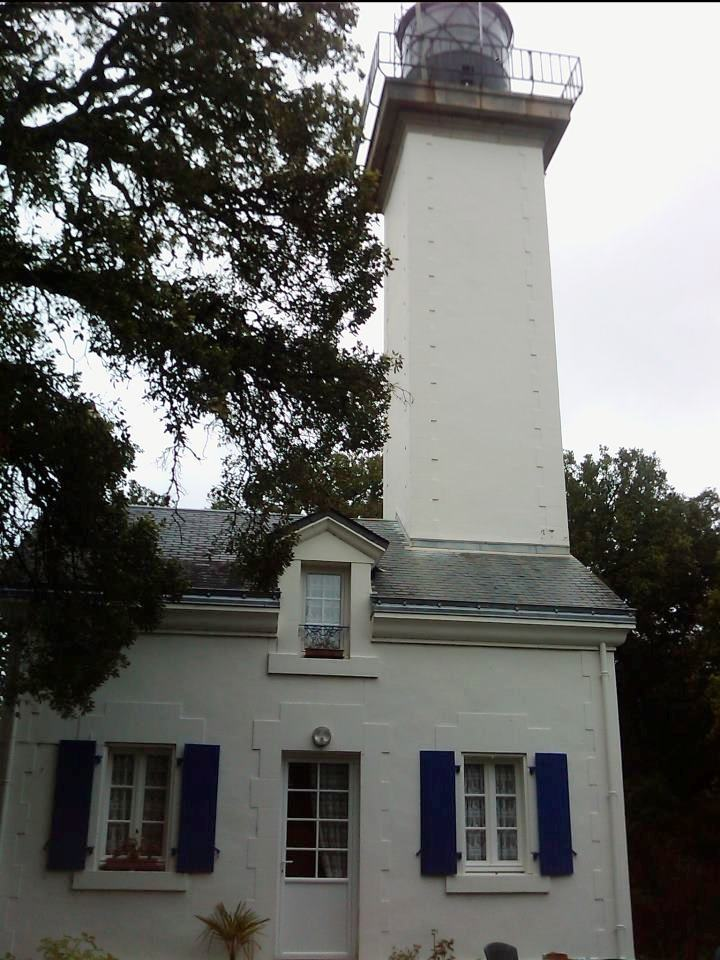
La maison-phare de la pointe des dames à Noirmoutier.

«  La définition de "maisons-phares" n'existe ni dans les dictionnaires de l'académie française ni dans ceux de marine. »

## Généralités
On dénombre environ cent cinquante maisons-phares sur le littoral français. Ces édifices n'ont pas la majesté des tours majeures les plus célèbres comme Ar-Men, le Phare d'Eckmühl ou Cordouan et pourtant ils présentent un ensemble architectural remarquable qui est situé dans des sites exceptionnels. 
Bâtis quand le tourisme balnéaire prend son essor, les maisons-phares se situent sur une côte très urbanisée comme à Noirmoutier ou à la pointe d'Agay, mais aussi au sommet de falaises protégées comme à la Pointe du Toulinguet, au fond d'un golfe inaccessible comme à Fornali, voire totalement isolés sur un îlot comme le Phare de Tévennec.

## Galerie

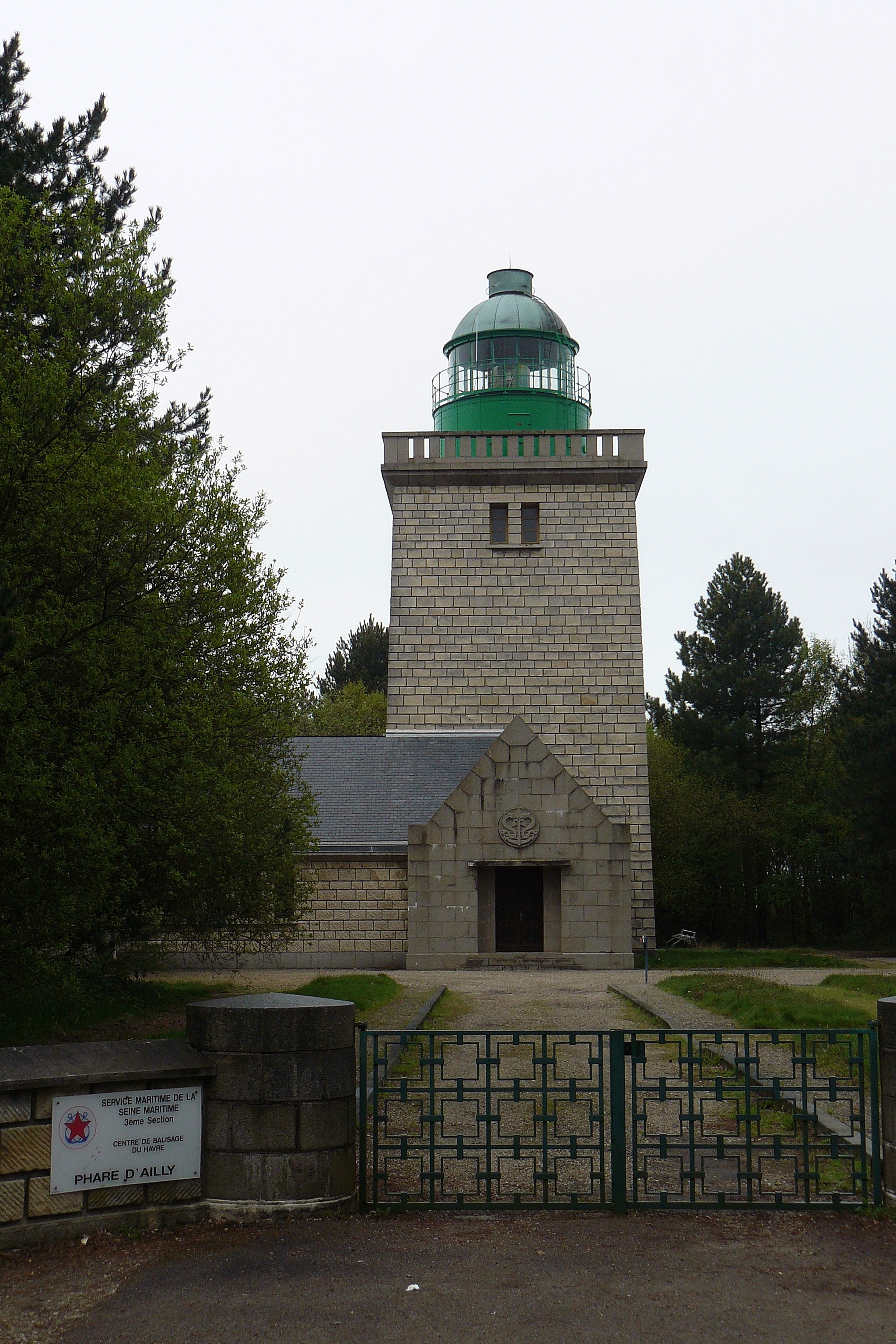
Phare d'Ailly
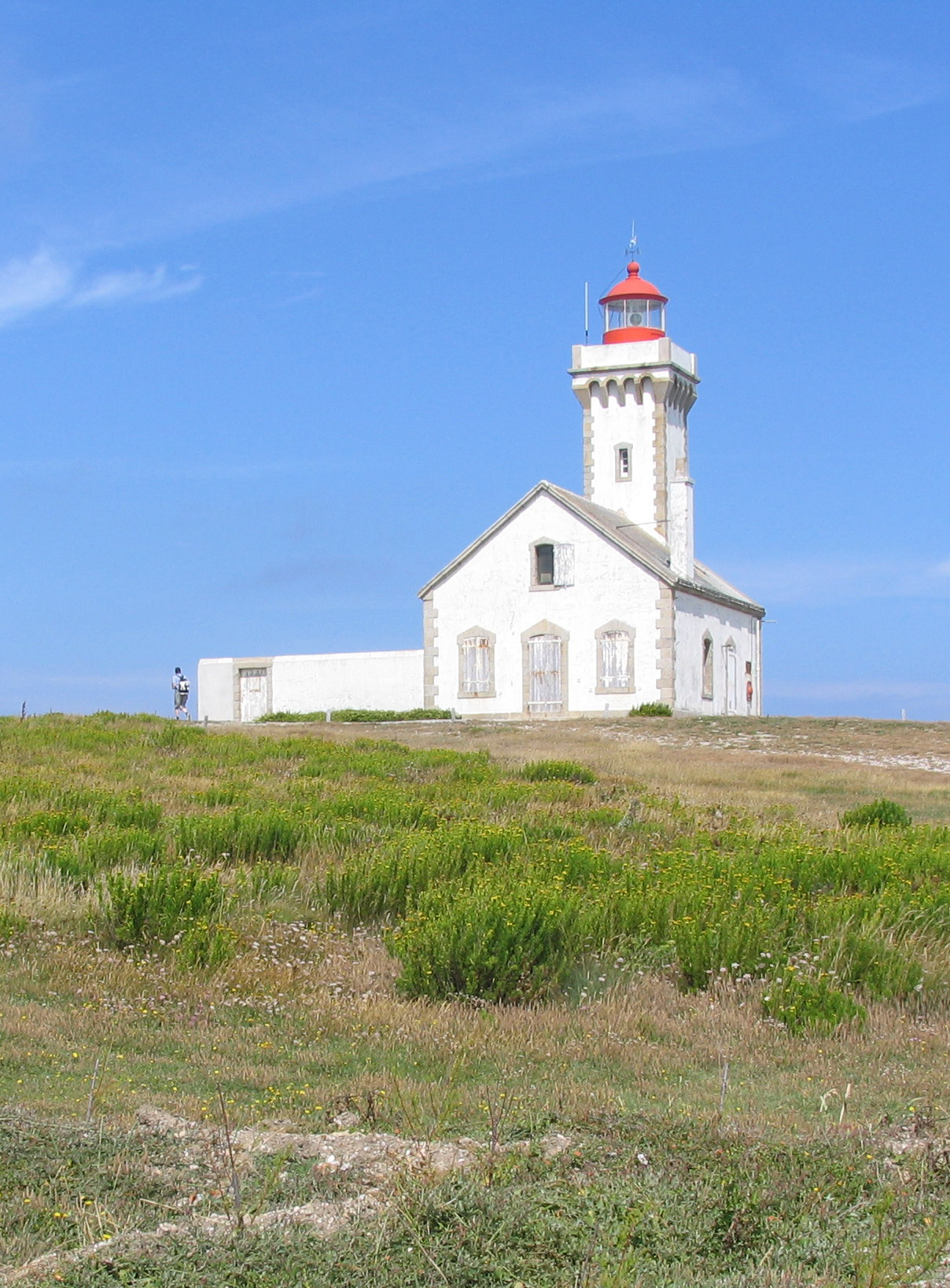
Phare des Poulains
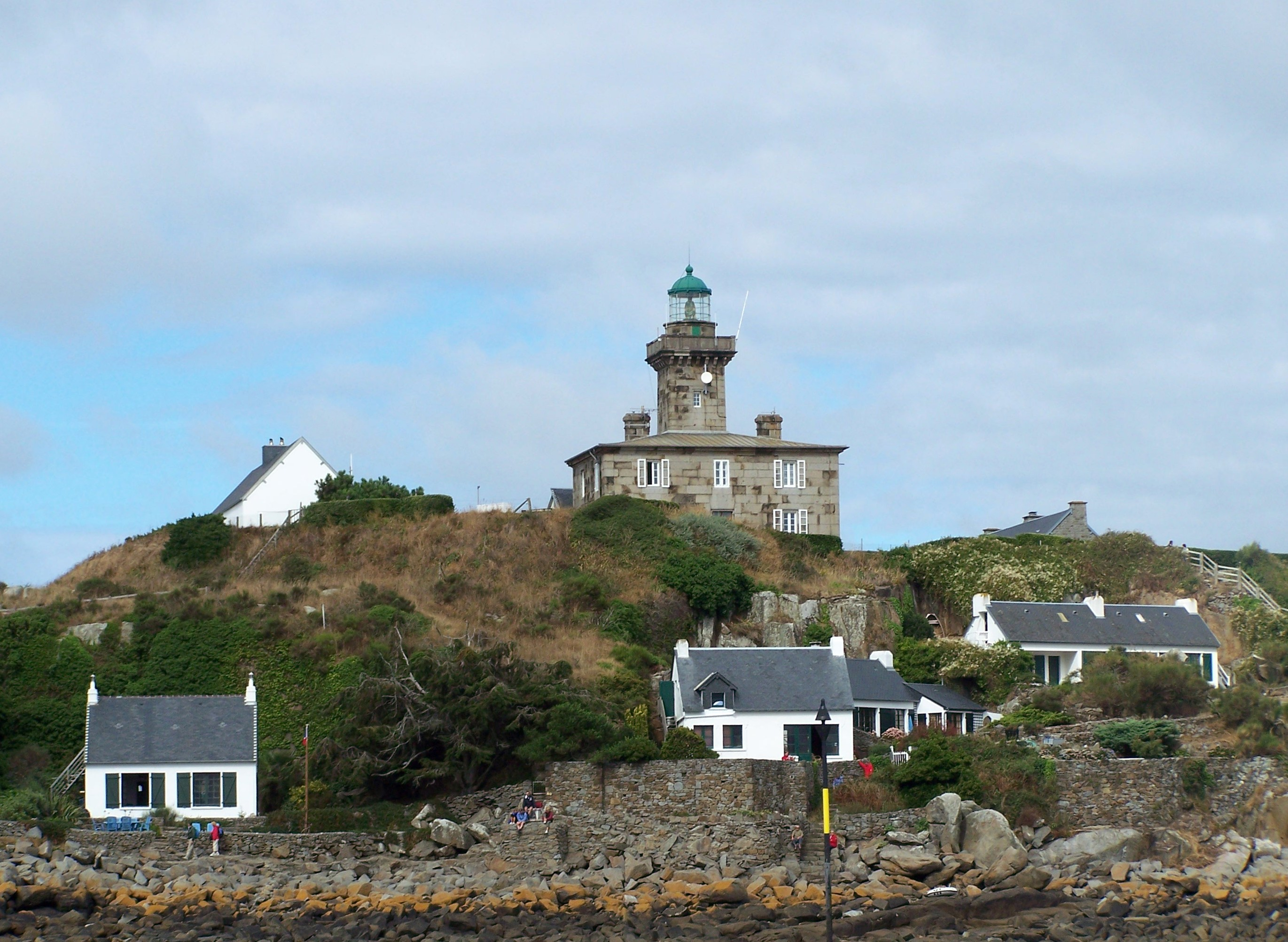
Phare de Chausey
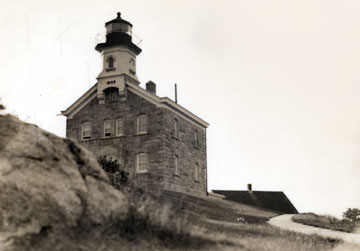
Phare de Great Captain Island
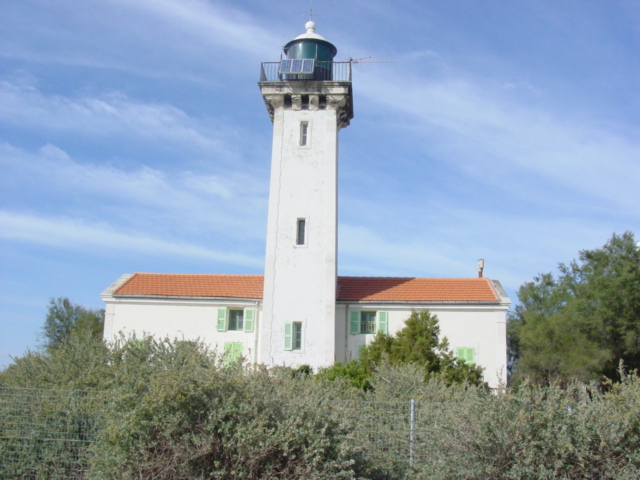
Phare de la Gacholle
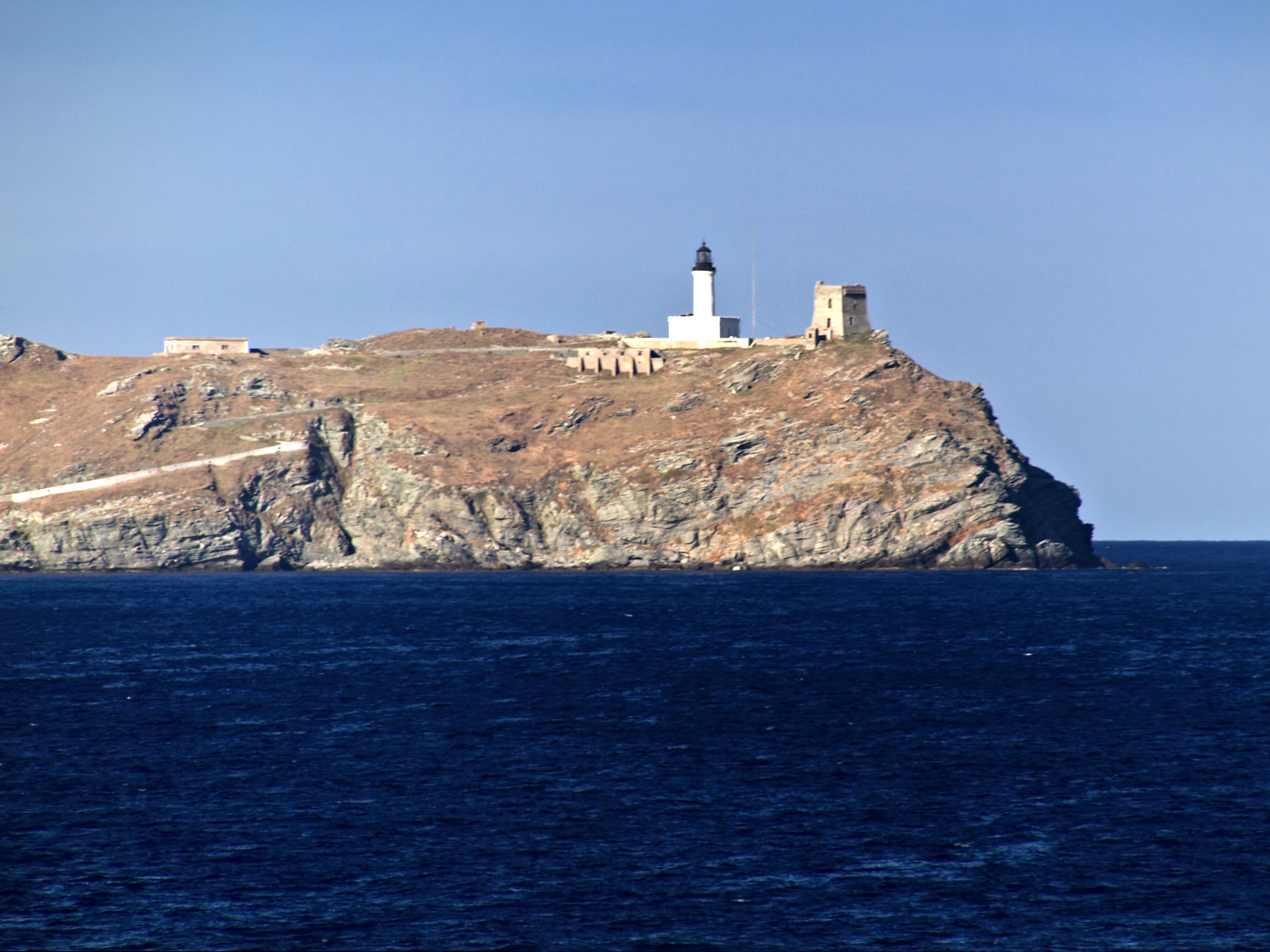
Phare de la Giraglia
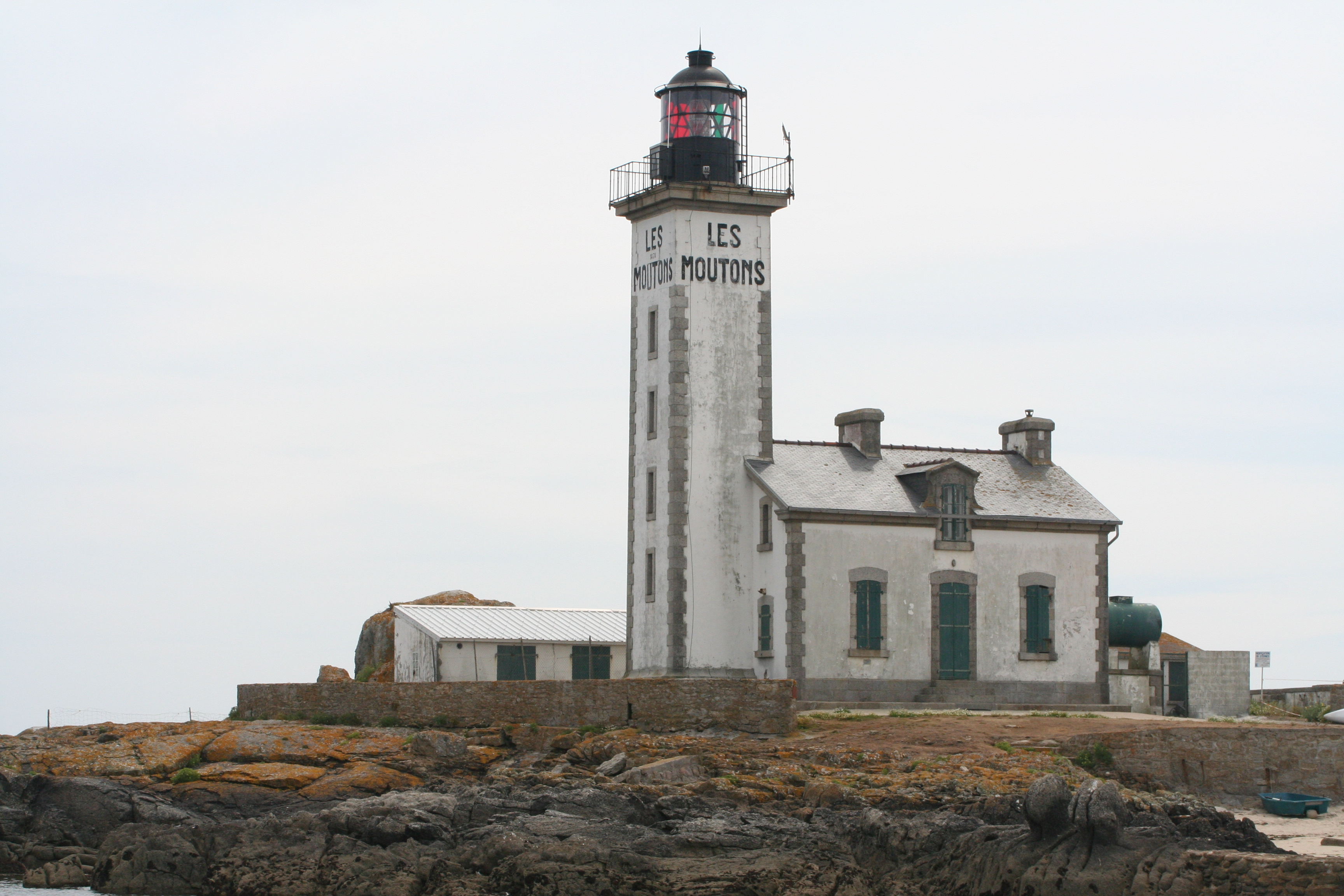
Phare de l'Île aux Moutons
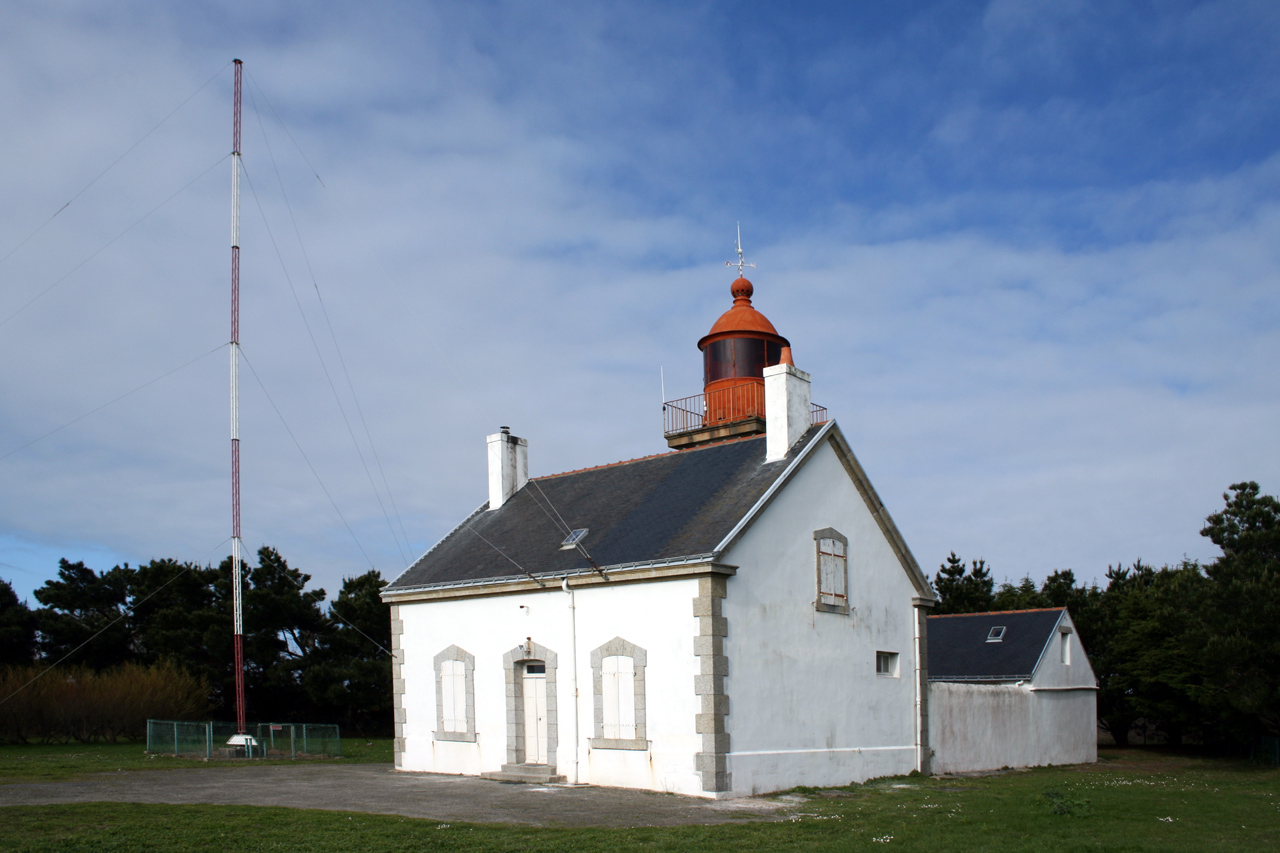
Phare de Kerdonis
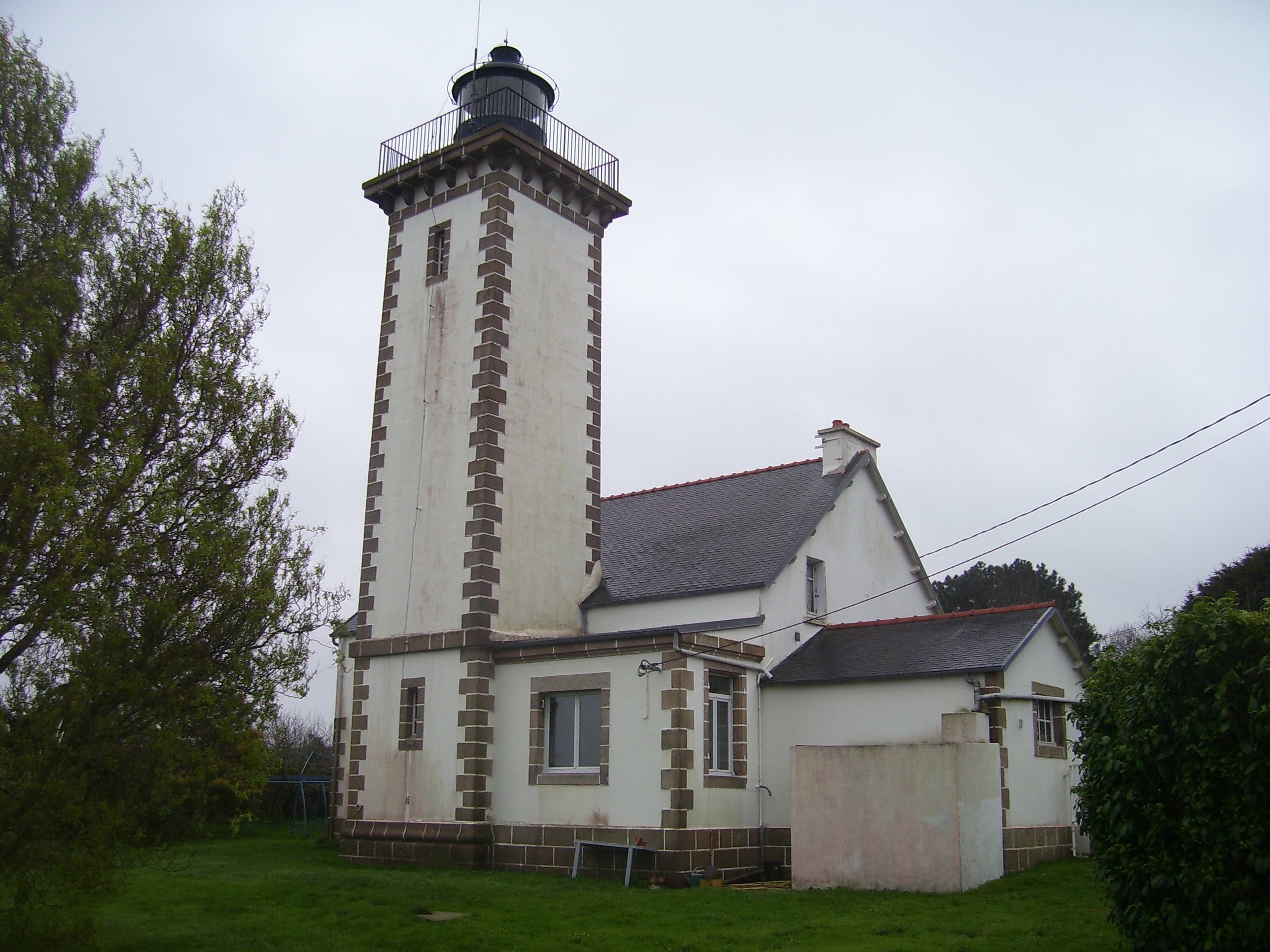
Phare de la Lande
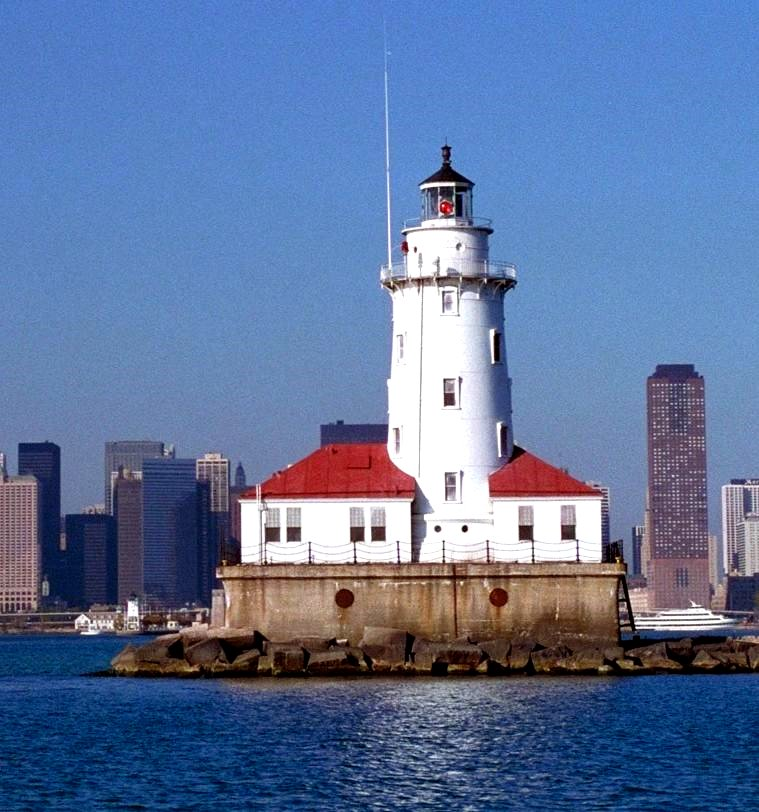
Phare de Chicago
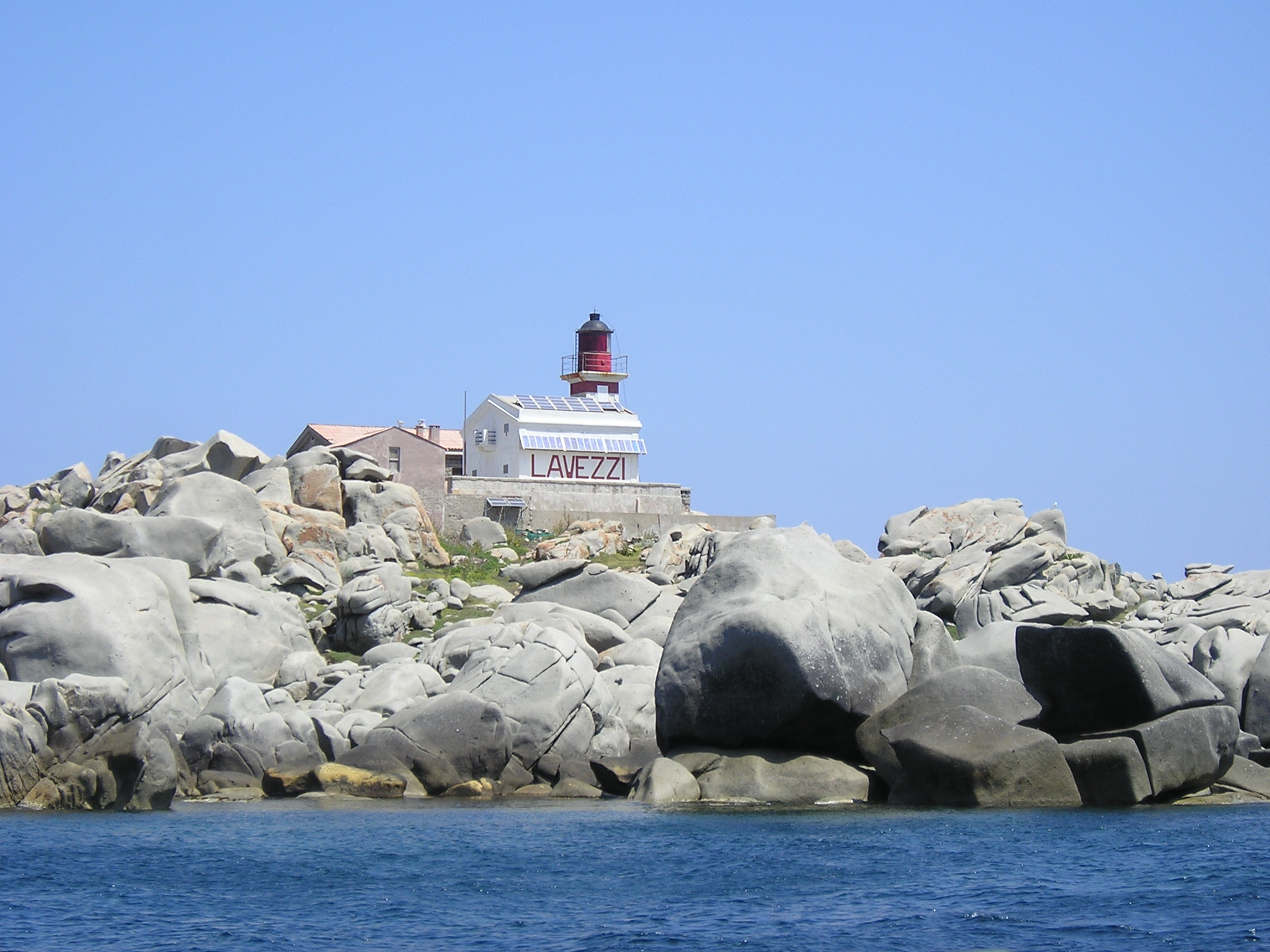
Phare des Îles Lavezzi
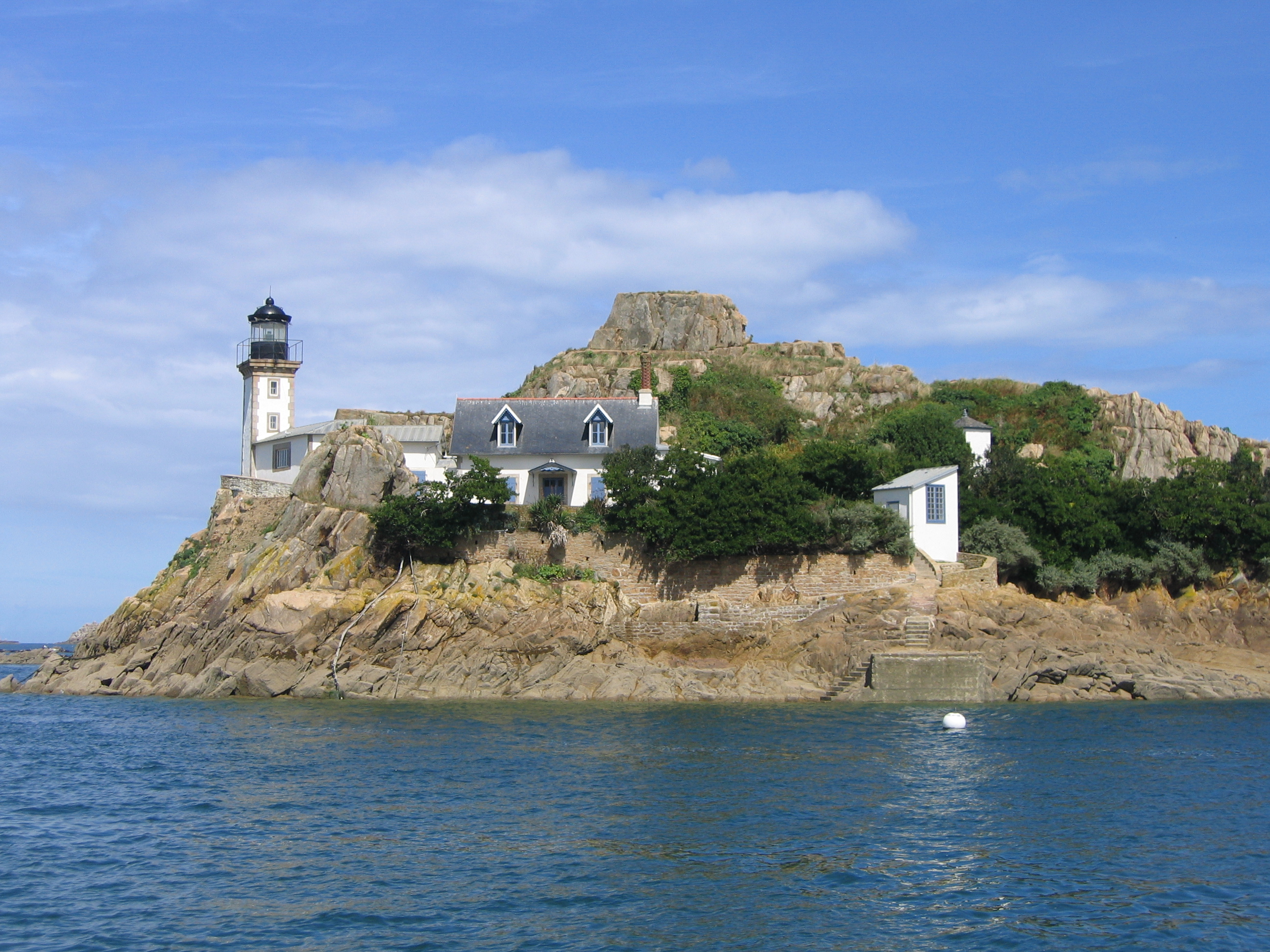
Phare de l'Île Louët
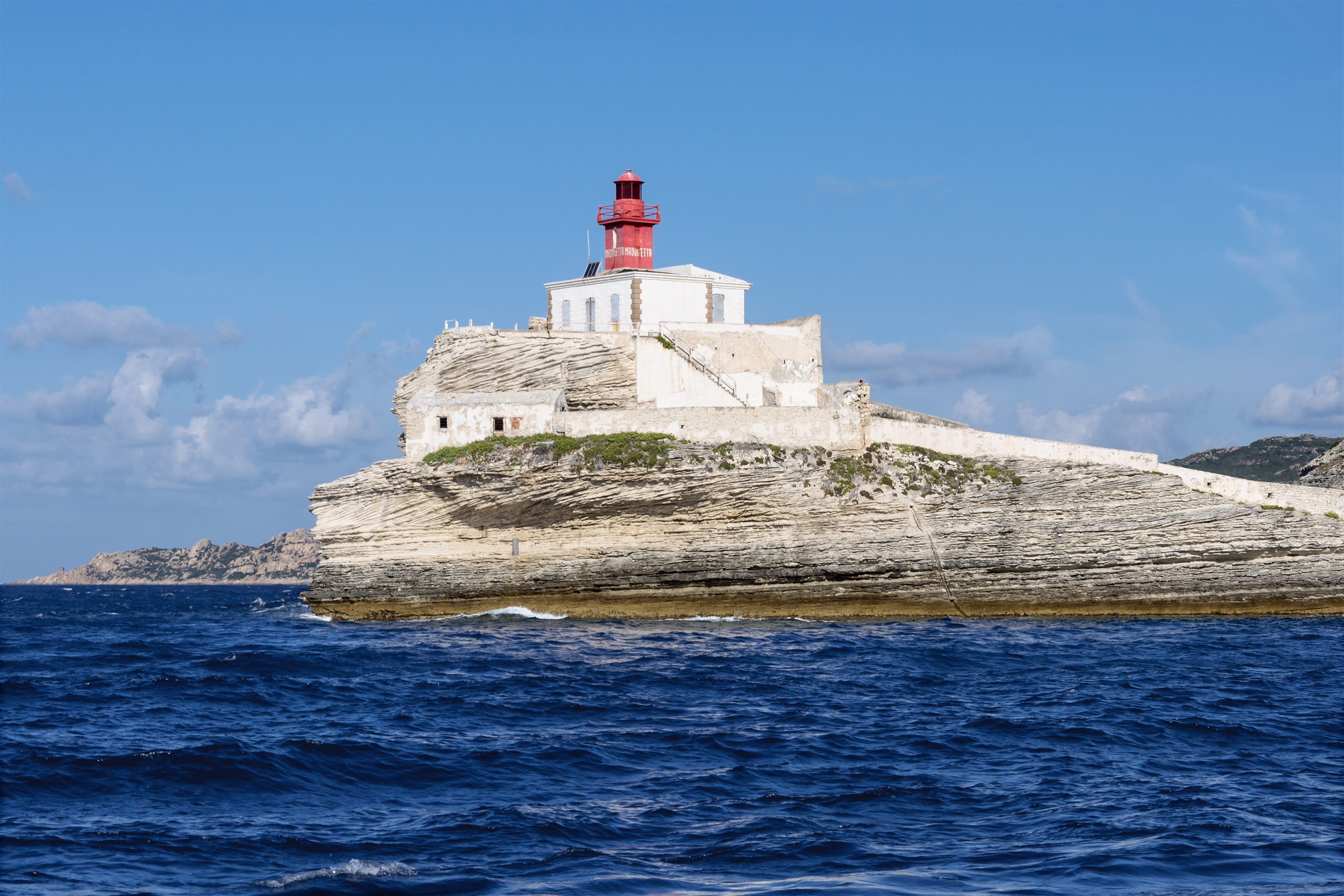
Phare de la Madonetta
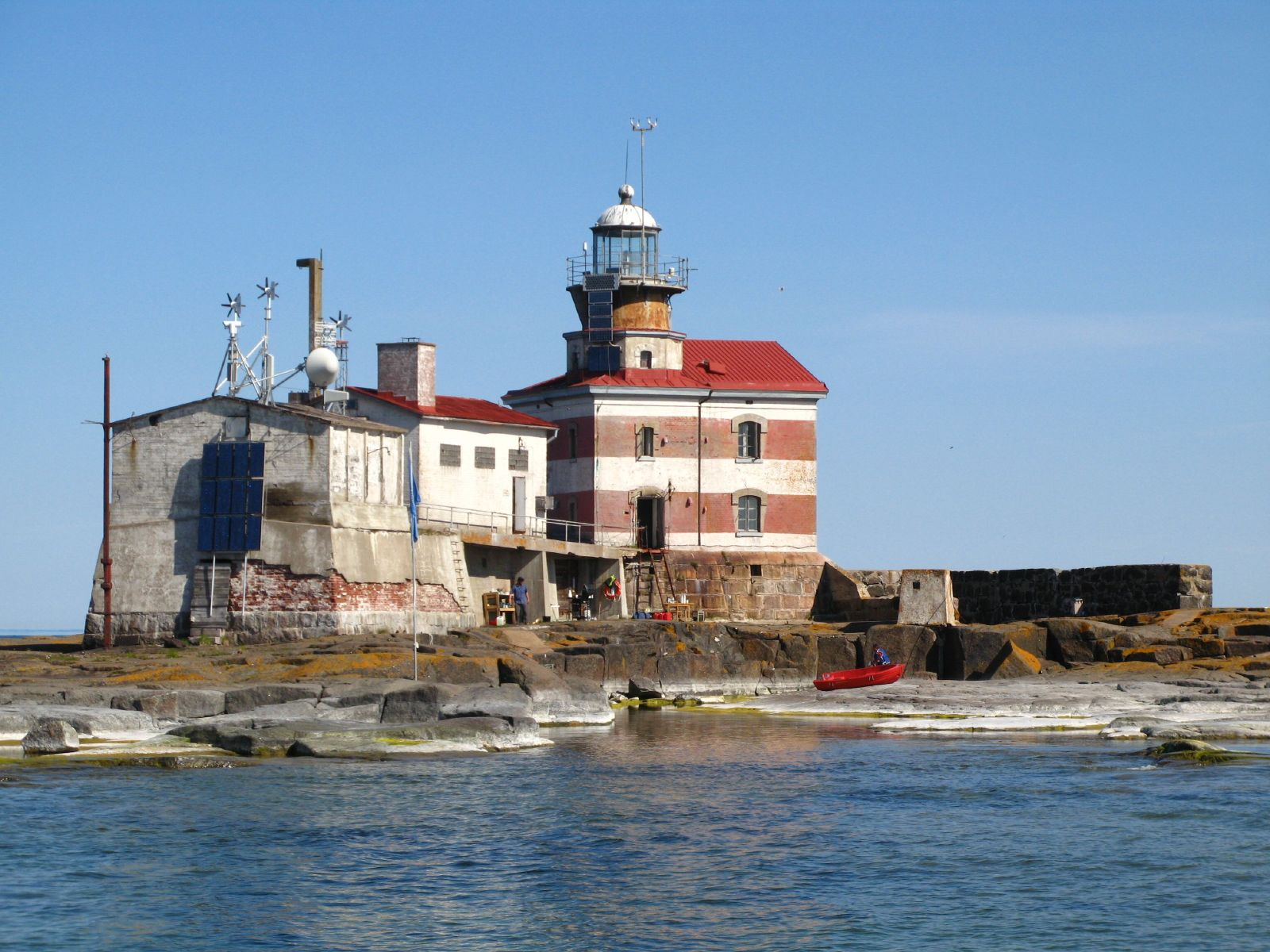
Phare de Märket